# Ignatius Krahl
Ignatius Krahl (* 21. April 1828 in Lomnitz an der Popelka; † 31. Juli 1886 in Ossegg) war Abt des Klosters Osek.

## Leben
Ignaz Krahl besuchte die Gymnasien in Jitschin und Komotau und studierte Philosophie in Prag. 1847 in das Kloster Osek eingetreten, legte er 1851 die Ordensgelübde ab, studierte Theologie an der Hauslehranstalt und im Leitmeritzer Priesterseminar und wurde 1852 zum Priester geweiht. Vier Jahre war er Kustos der Stiftsbibliothek und befasste sich in dieser Zeit auch mit philosophischen Studien und der Abfassung mehrerer Jugendschriften. 1856 kam er als Lehrer der Geographie und Geschichte an das Komotauer Gymnasium.
Am 8. Februar 1877 wurde er zum Abt gewählt. Seine besondere Aufmerksamkeit widmete er der Gartenkultur und dem Obstbau. Er ließ neue Sorten anpflanzen und die das Kloster umgebenden Gärten umgestalten. Besonders der sogenannte Park, der Abteigarten, wurde zu einem beliebten Anziehungspunkt für Kurgäste aus Teplitz und andere Besucher. In den freien Stunden widmete er sich dem Studium der Wissenschaften, besonders der Geschichte, der Botanik und der Astronomie. Er starb nach längerer Krankheit am 31. Juli 1886.

## Werke
- Geschichte der Stadt Komotau. Brüx 1861